# Villers-la-Combe
Pour les articles homonymes, voir Villers.
Villers-la-Combe est une commune française située dans le département du Doubs, la région culturelle et historique de Franche-Comté et la région administrative Bourgogne-Franche-Comté.

## Géographie
Comme son nom l'indique, le village est installé dans une combe du plateau de Vercel bordée au sud par la colline de la Côte et le hameau des Monts de Villers où se trouve l'église qui dessert également Germéfontaine, Villers-Chief et Vellerot-les-Vercel.

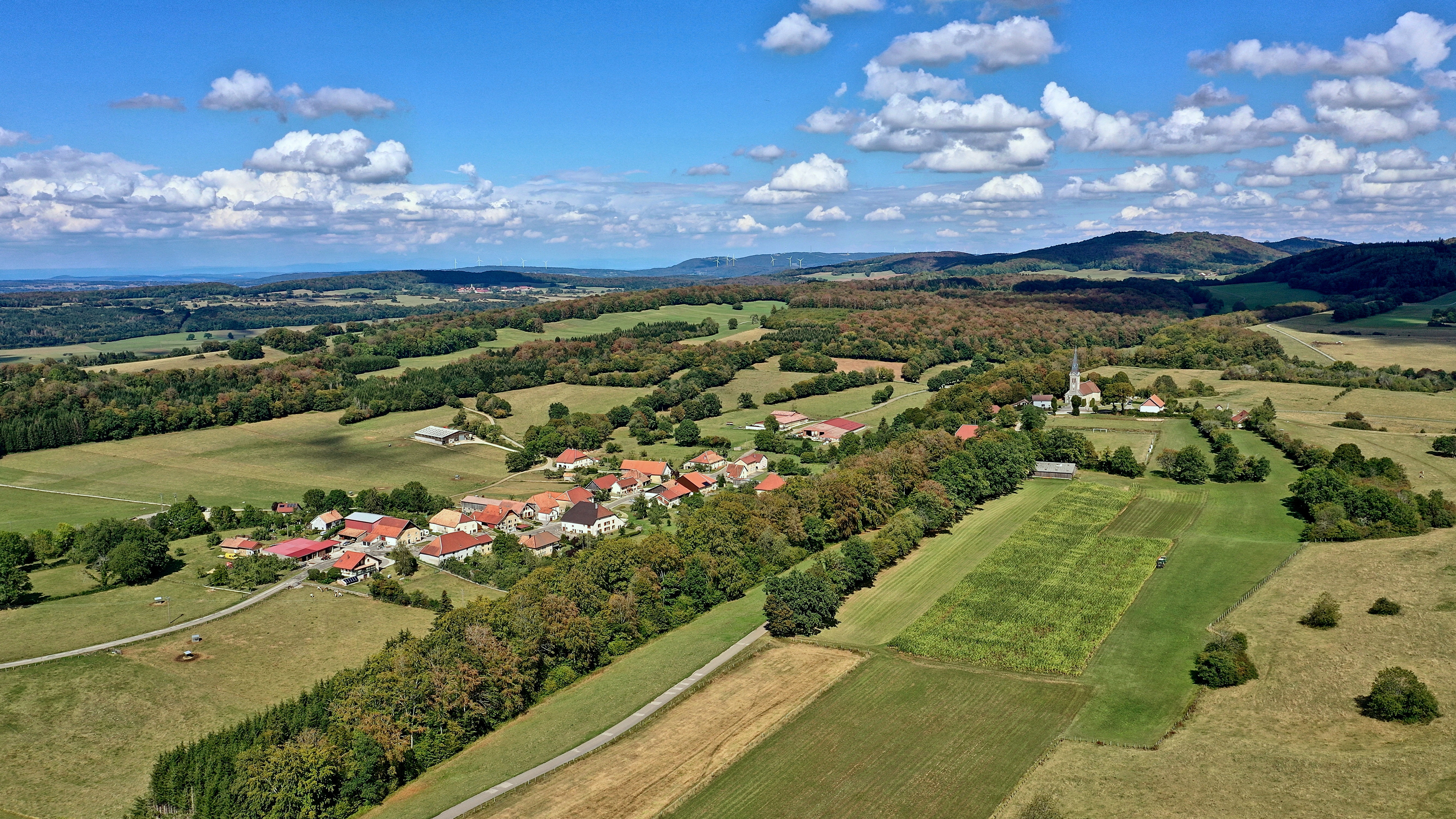
Vue générale du village.

### Toponymie
Villare sancti Lazari en 1045 ; de Monte Vilario en 1250 ; Veler-la-Combe en 1255 ; de Vilario-le-Combe en 1334 ; de Vilario Comba en 1307 ; Villart-la-Combe en 1439 ; Villers-la-Combe depuis 1475.
Combe : « vallée, replat d'une vallée ».

### Climat
Pour des articles plus généraux, voir Climat de la Bourgogne-Franche-Comté et Climat du Doubs.
En 2010, le climat de la commune est de type climat de montagne, selon une étude du Centre national de la recherche scientifique s'appuyant sur une série de données couvrant la période 1971-2000. En 2020, Météo-France publie une typologie des climats de la France métropolitaine dans laquelle la commune est dans une zone de transition entre le climat semi-continental et le climat de montagne et est dans la région climatique  Jura, caractérisée par une forte pluviométrie en toutes saisons (1 000 à 1 500 mm/an), des hivers rigoureux et un ensoleillement médiocre. 
Pour la période 1971-2000, la température annuelle moyenne est de 8,4 °C, avec une amplitude thermique annuelle de 16,9 °C. Le cumul annuel moyen de précipitations est de 1 376 mm, avec 13 jours de précipitations en janvier et 11 jours en juillet. Pour la période 1991-2020, la température moyenne annuelle observée sur la station météorologique de Météo-France la plus proche, « Pierrefontaine », sur la commune de Pierrefontaine-les-Varans à 7 km à vol d'oiseau, est de 8,8 °C et le cumul annuel moyen de précipitations est de 1 376,5 mm. 
La température maximale relevée sur cette station est de 39,3 °C, atteinte le 31 juillet 1983 ; la température minimale est de −31,9 °C, atteinte le 9 janvier 1985,,. 
Les paramètres climatiques de la commune ont été estimés pour le milieu du siècle (2041-2070) selon différents scénarios d'émission de gaz à effet de serre à partir des nouvelles projections climatiques de référence DRIAS-2020. Ils sont consultables sur un site dédié publié par Météo-France en novembre 2022.

## Urbanisme

### Typologie
Au 1er janvier 2024, Villers-la-Combe est catégorisée commune rurale à habitat très dispersé, selon la nouvelle grille communale de densité à 7 niveaux définie par l'Insee en 2022.
Elle est située hors unité urbaine. Par ailleurs la commune fait partie de l'aire d'attraction de Valdahon, dont elle est une commune de la couronne,. Cette aire, qui regroupe 22 communes, est catégorisée dans les aires de moins de 50 000 habitants,.

### Occupation des sols
L'occupation des sols de la commune, telle qu'elle ressort de la base de données européenne d’occupation biophysique des sols Corine Land Cover (CLC), est marquée par l'importance des territoires agricoles (57,6 % en 2018), une proportion sensiblement équivalente à celle de 1990 (58,2 %). La répartition détaillée en 2018 est la suivante : forêts (42,4 %), zones agricoles hétérogènes (33,3 %), prairies (24,3 %). L'évolution de l’occupation des sols de la commune et de ses infrastructures peut être observée sur les différentes représentations cartographiques du territoire : la carte de Cassini (XVIIIe siècle), la carte d'état-major (1820-1866) et les cartes ou photos aériennes de l'IGN pour la période actuelle (1950 à aujourd'hui).

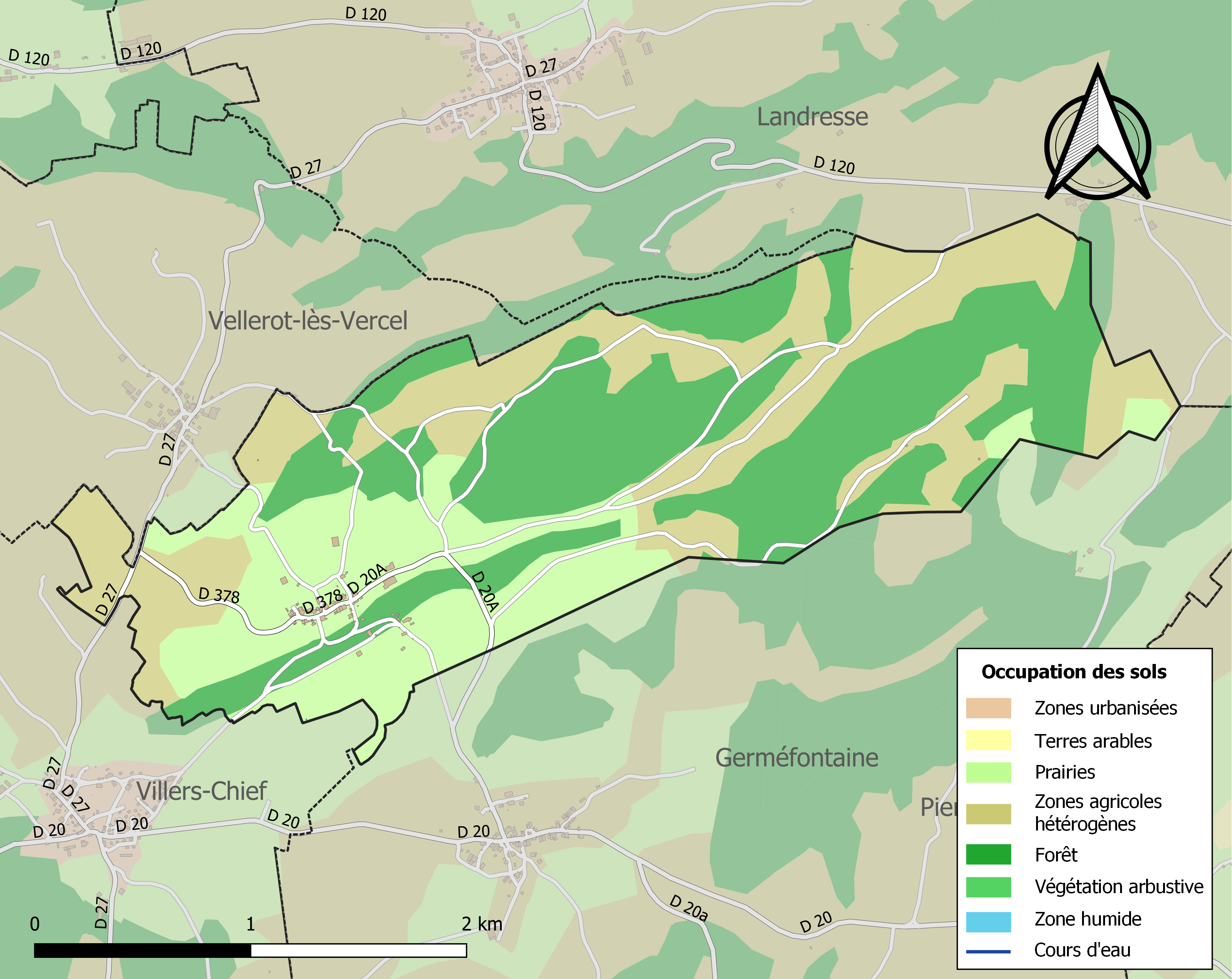
Carte des infrastructures et de l'occupation des sols de la commune en 2018 (CLC).

## Politique et administration
| Période                                  | Période  | Identité          | Étiquette | Qualité              |
| ---------------------------------------- | -------- | ----------------- | --------- | -------------------- |
| mars 2001                                | En cours | Raymond Bassignot | PS        | Agriculteur retraité |
| Les données manquantes sont à compléter. |          |                   |           |                      |

## Démographie
L'évolution du nombre d'habitants est connue à travers les recensements de la population effectués dans la commune depuis 1793. Pour les communes de moins de 10 000 habitants, une enquête de recensement portant sur toute la population est réalisée tous les cinq ans, les populations de référence des années intermédiaires étant quant à elles estimées par interpolation ou extrapolation. Pour la commune, le premier recensement exhaustif entrant dans le cadre du nouveau dispositif a été réalisé en 2006.

En 2022, la commune comptait 49 habitants, en évolution de −3,92 % par rapport à 2016 (Doubs : +1,88 %, France hors Mayotte : +2,11 %).
| 1793 | 1800 | 1806 | 1821 | 1831 | 1836 | 1841 | 1846 | 1851 |
| ---- | ---- | ---- | ---- | ---- | ---- | ---- | ---- | ---- |
| 203  | 221  | 214  | 230  | 231  | 238  | 237  | 238  | 222  |

| 1856 | 1861 | 1866 | 1872 | 1876 | 1881 | 1886 | 1891 | 1896 |
| ---- | ---- | ---- | ---- | ---- | ---- | ---- | ---- | ---- |
| 201  | 219  | 205  | 195  | 168  | 143  | 143  | 154  | 134  |

| 1901 | 1906 | 1911 | 1921 | 1926 | 1931 | 1936 | 1946 | 1954 |
| ---- | ---- | ---- | ---- | ---- | ---- | ---- | ---- | ---- |
| 139  | 124  | 112  | 94   | 97   | 112  | 110  | 95   | 86   |

| 1962 | 1968 | 1975 | 1982 | 1990 | 1999 | 2006 | 2011 | 2016 |
| ---- | ---- | ---- | ---- | ---- | ---- | ---- | ---- | ---- |
| 80   | 80   | 71   | 60   | 50   | 48   | 53   | 48   | 51   |

| 2021 | 2022 | - | - | - | - | - | - | - |
| ---- | ---- | - | - | - | - | - | - | - |
| 50   | 49   | - | - | - | - | - | - | - |

## Lieux et monuments
- L'église Saint-Lazare domine le village avec son clocher pointu qui s'élève à 42 m de hauteur[19].
- La croix du Mont, du XVIIe siècle, objet de rogations, inscrite aux monuments historiques depuis 1989.
- Les fontaines.

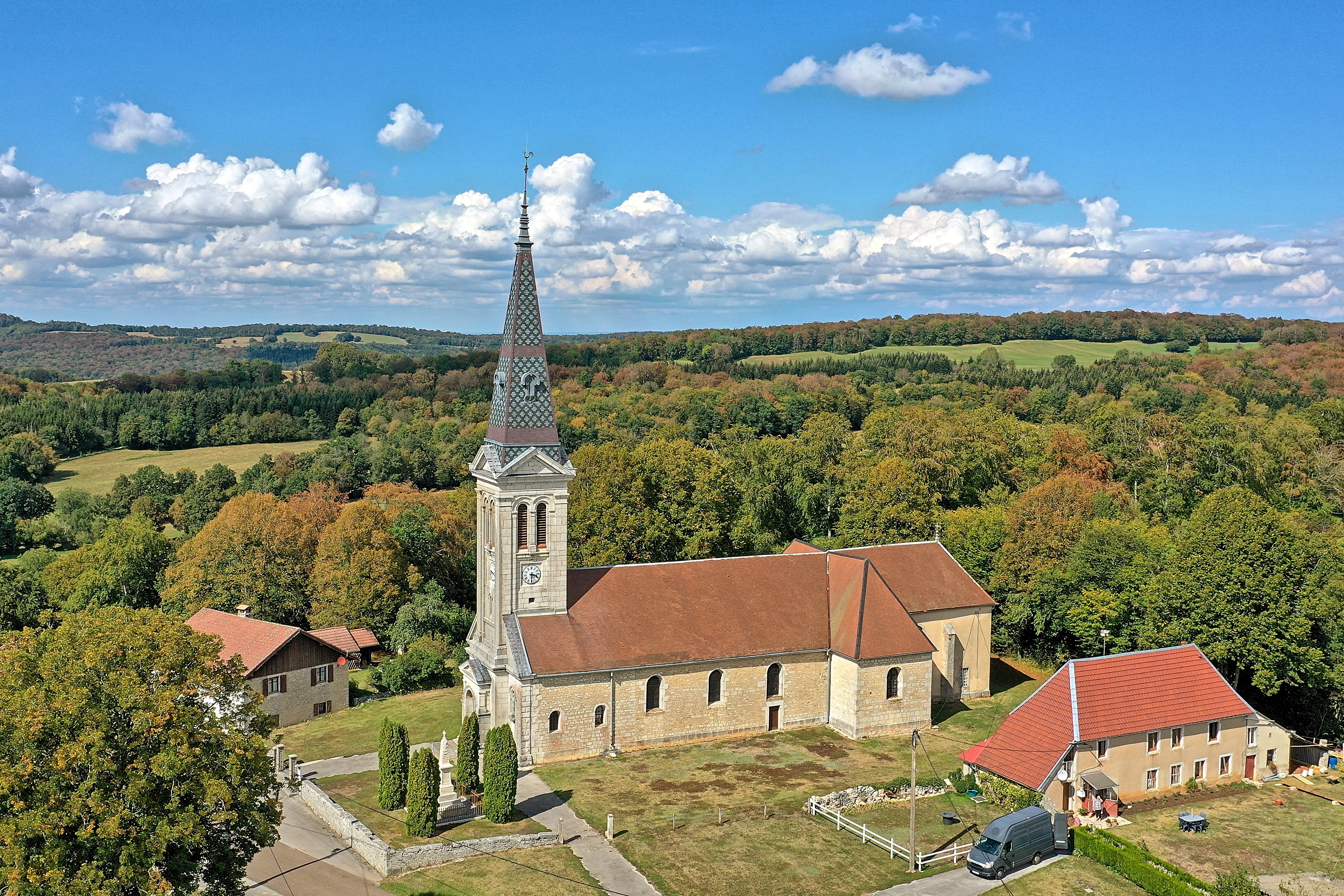
L'église Saint-Lazare.
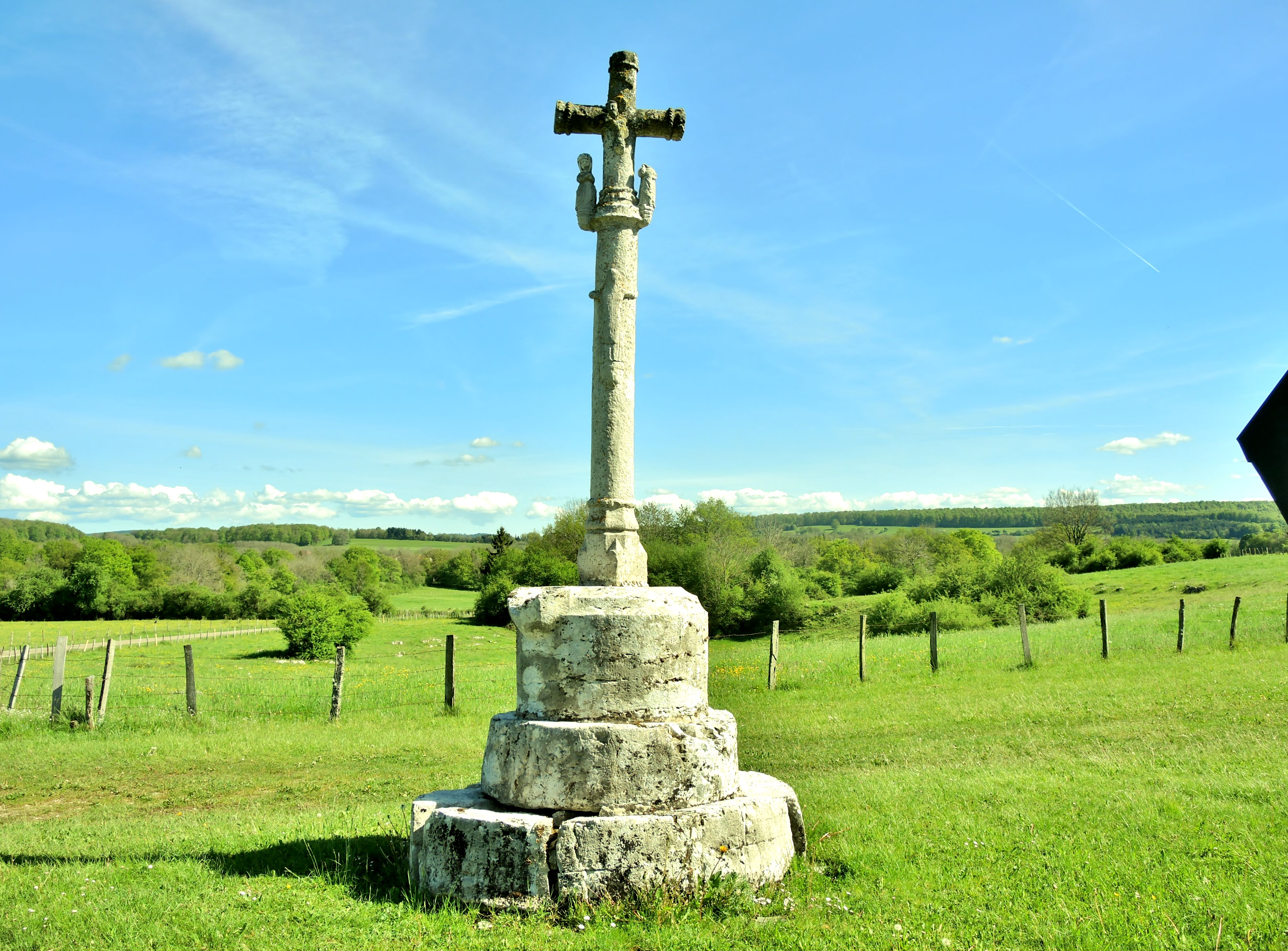
Croix du Mont, calvaire daté de 1622.
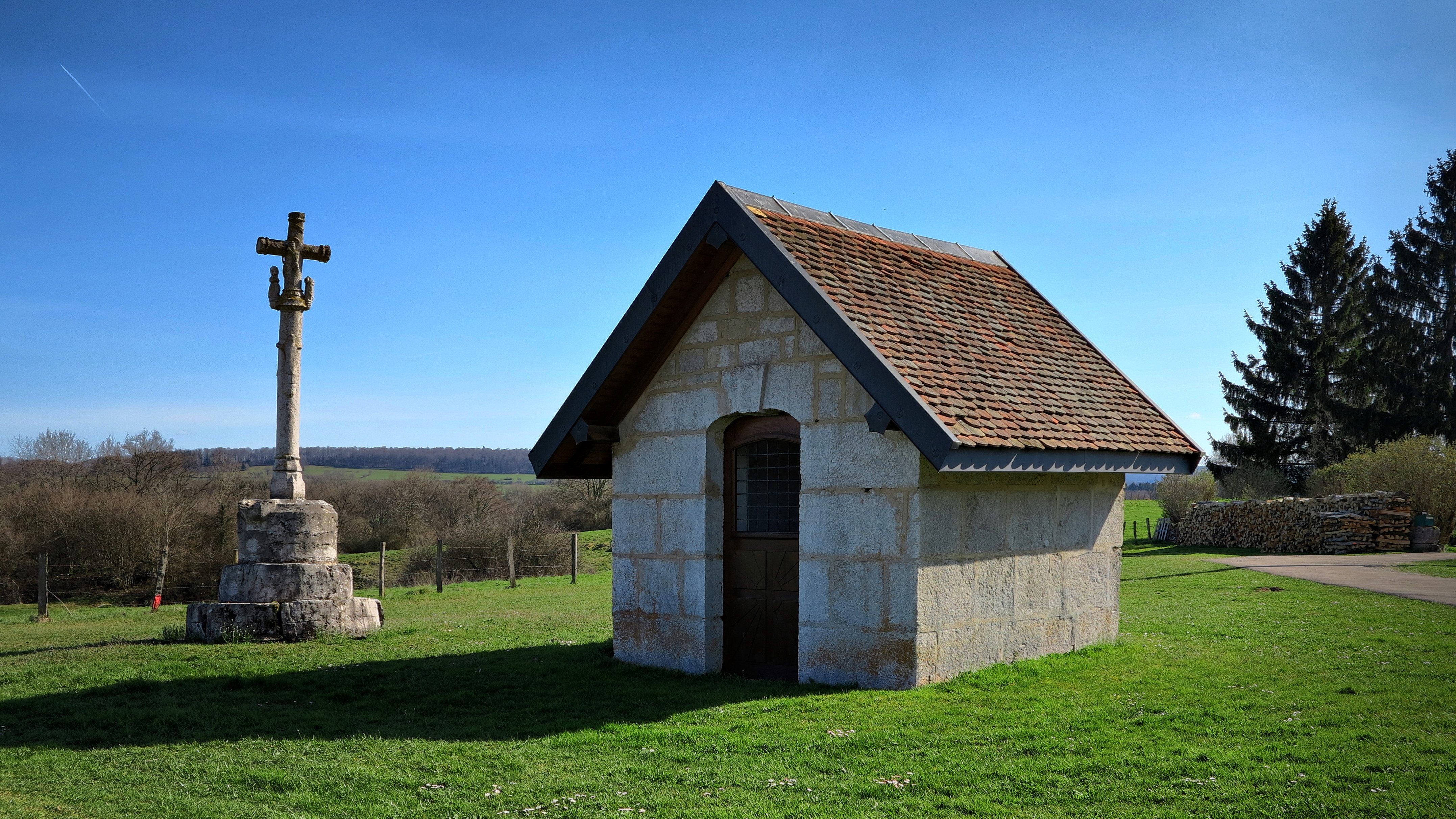
La croix du Mont et l'oratoire.
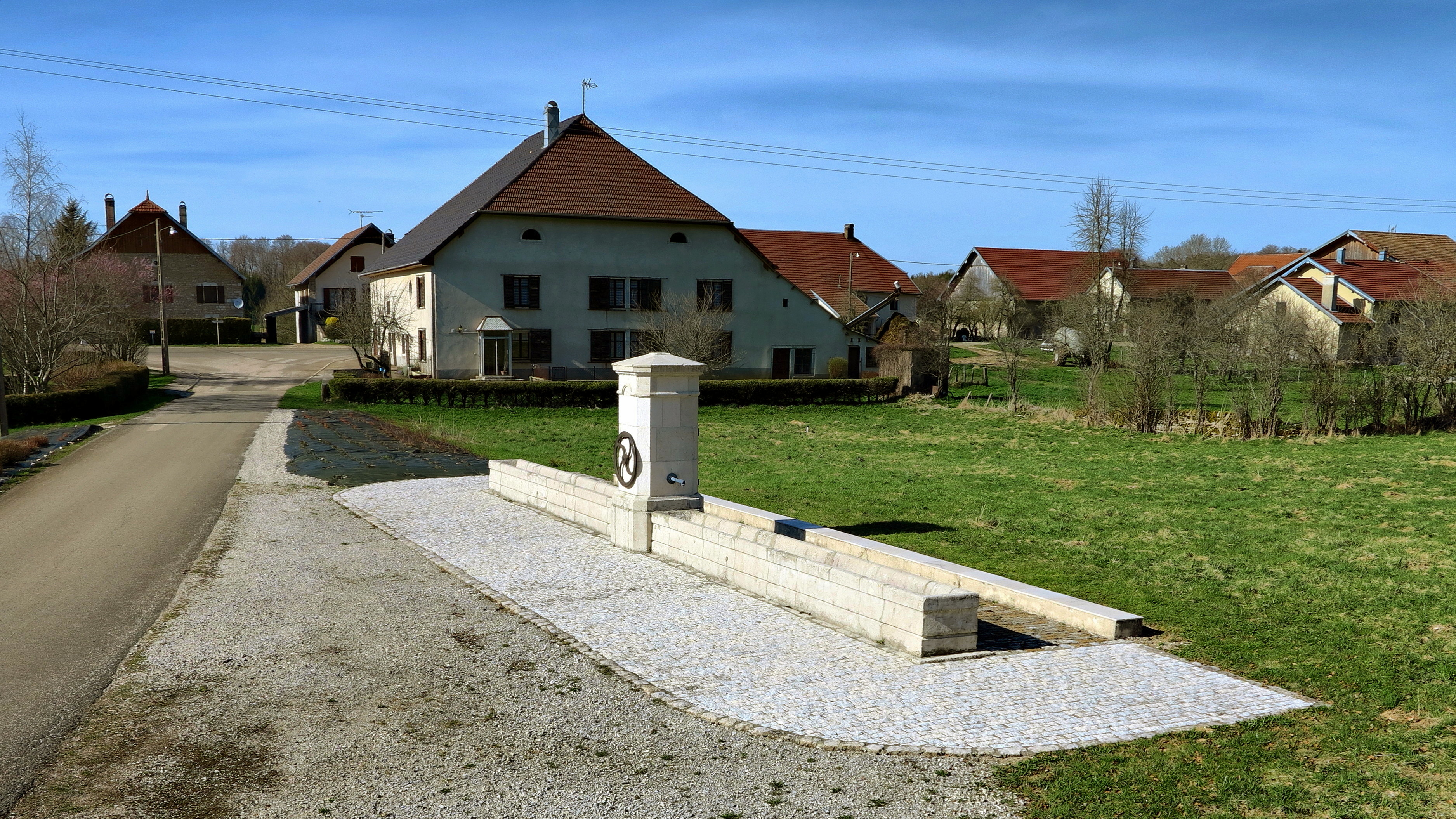
La fontaine-abreuvoir.